# أق قلعة (سرعين)
أق‌ قلعة هي قرية في مقاطعة سرعين، إيران. عدد سكان هذه القرية هو 286 في سنة 2006.